# Viðareiðis kirkja
Viðareiðis kirkja er en kirke på Færøerne i bygden Viðareiði på Viðoy. Den ligger med udsigt ud over havet og mod Múlanum og Kunoyarnakkur. Til kirken hører præstegården i Ónagerði.
Kirken blev vopført i 1892. Stenene til kirken blev sprængt ud af fjeldet neden for kirken, og sognets mænd bar dem til byggepladsen. I vestenden er der opført en tagrytter med et spidst pyramidetag.
Der er ikke loft i kirken, bortset fra i forkirken, der bærer pulpituret. Alt i kirken står i ubehandlet træ. Under taget hænger kirkeskibet, en slup fra Klaksvik, skænket til kirken i 1986. På nordvæggen i kirken hænger en af de ældste kirkegenstande på Færøerne, et korsbillede fra 1551, skænket af handelsmanden Thomas Koppen fra Hamborg i 1533. Altertavlen er en kopi af Chiaris "hyrdernes tilbedelse" med et mindre felt forestillende Jerusalem set fra Oliebjerget. Døbefonten er foræret kirken af kirkeværgen Jógván í Heimistovu i 1849. Krucifikset er foræret af en Hamborg købmand der fik enehandlen på Færøerne, og er noget af det ældste kirkeinventar på Færøerne. Degnepulten er fra omkring kirkens bygning. Den er i brug, når præsten ikke er til stede og gudstjenesten afholdes af degnen. Stolestaderne har numre, da gårdenes folk havde faste pladser i kirken. Kirkeklokken er fra 1977, støbt i Holland med teksten: "Hvor min røst lyder, Herren til sit rige byder".

## Historie
Det er ikke den første kirke på stedet. I slutning af 1600-tallet blev stedets kirke ødelagt af et uvejr og dele af kirkegården faldt i havet. Denne kirke fik i 1727 et klokketårn, men bliver i 1770 erstattet med en ny kirke. Denne afløses i 1831 af endnu en ny kirke i som står, indtil den nuværende kirke bliver opført i 1892.
I 1847 strandede den engelske brig "Marwood" med 13 mand om bord ved Viðariði, 9 mand reddes og som tak for redningsarbejdet får kirken kirkesølv som gave fra den engelske regering.
I 1891 blev en ny kirke på Viðareiði planlagt. Den skulle være gråmalet, 28 alen lang og 12 alen bred, med skifertag og støbejernsvinduer. Omkostningerne var beregnet til i underkanten af 9000 kroner. Johan Andreas Petersen fra Mikladalur påtog sig at gøre det meste af arbejdet for 8000 kroner og budgettet blev overholdt.
Kirken blev inspiceret og godkendt af J. Heinesen og S.F. Jacobsen den 20. november 1892 og indviet samme dag af provst Jens Christian Evensen. I det gode vejr gik bygdefolket i højtidelig procession fra gammelkirken fra 1831 til den nye kirke sammen med gæster fra andre bygder på Norðoyar. Med sig havde de pyntegenstande og andet fra gammelkirken som skulle genbruges i den nye kirke.
Efter at kirken blev bygget er der sket mange ændringer med bygningen. Blandt andet er taget skiftet fire gange og støbejernsvinduerne er skiftet ud med trævinduer. Kirkesølvet er en gave fra den britiske regering som tak til bygdefolket for at de reddede dele af mandskabet da brigen "Marwood" forliste øst for Viðareiði under en vinterstorm i 1847.
- Viðareiði
- Viðareiði
- Folk drager hjem fra kirke
- Præstegården i Ónagerði